# Pseudoips prasinana
Espèce
La Halias du hêtre (Pseudoips prasinana) est une espèce d'insectes lépidoptères (papillons) de la famille des Nolidae.
On le trouve en Europe.
Il a une envergure de 30 à 35 mm. L'adulte vole de juin à juillet selon les régions.
Sa larve se nourrit sur les hêtres, les chênes et les bouleaux.

## Galerie

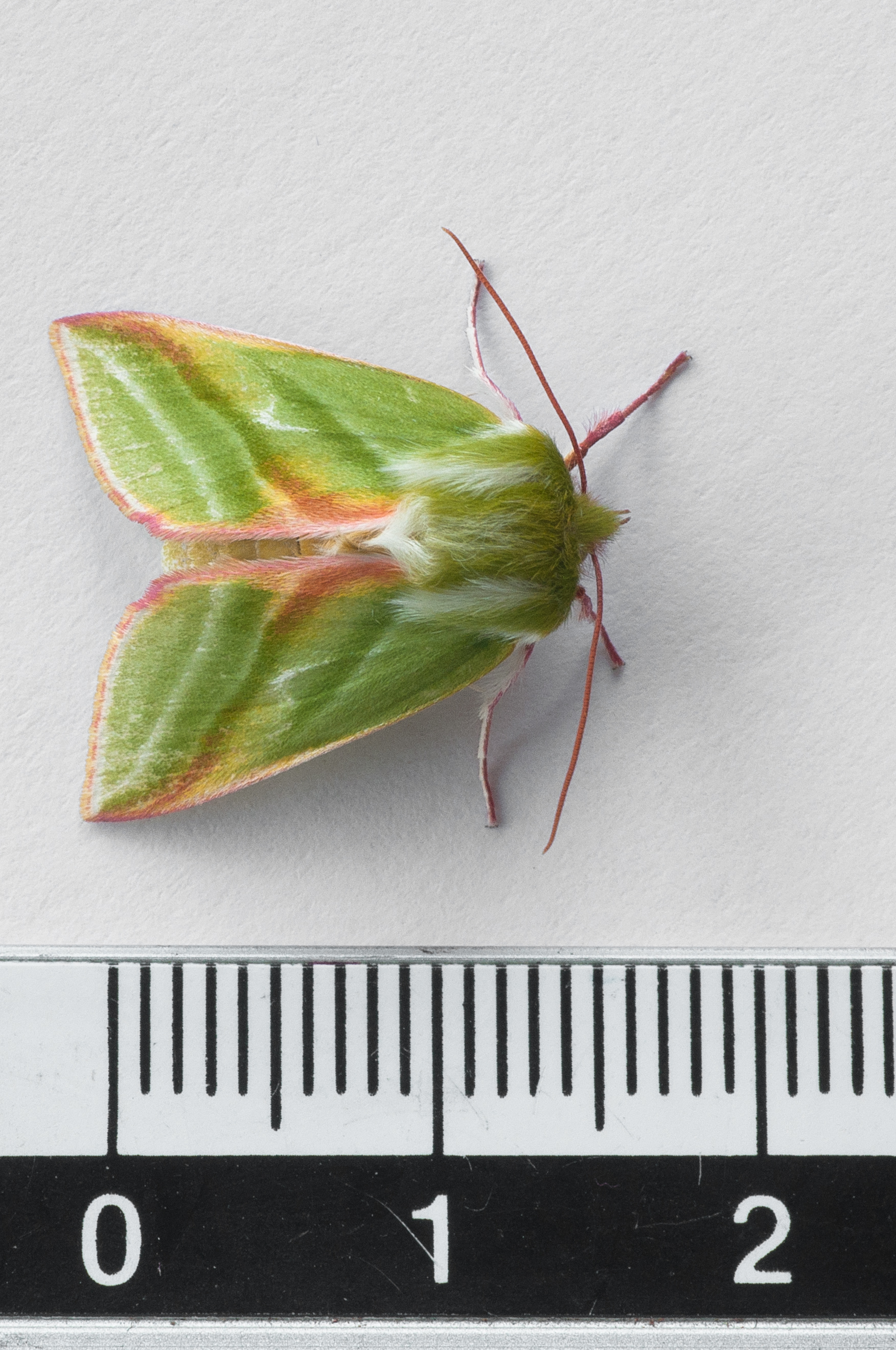
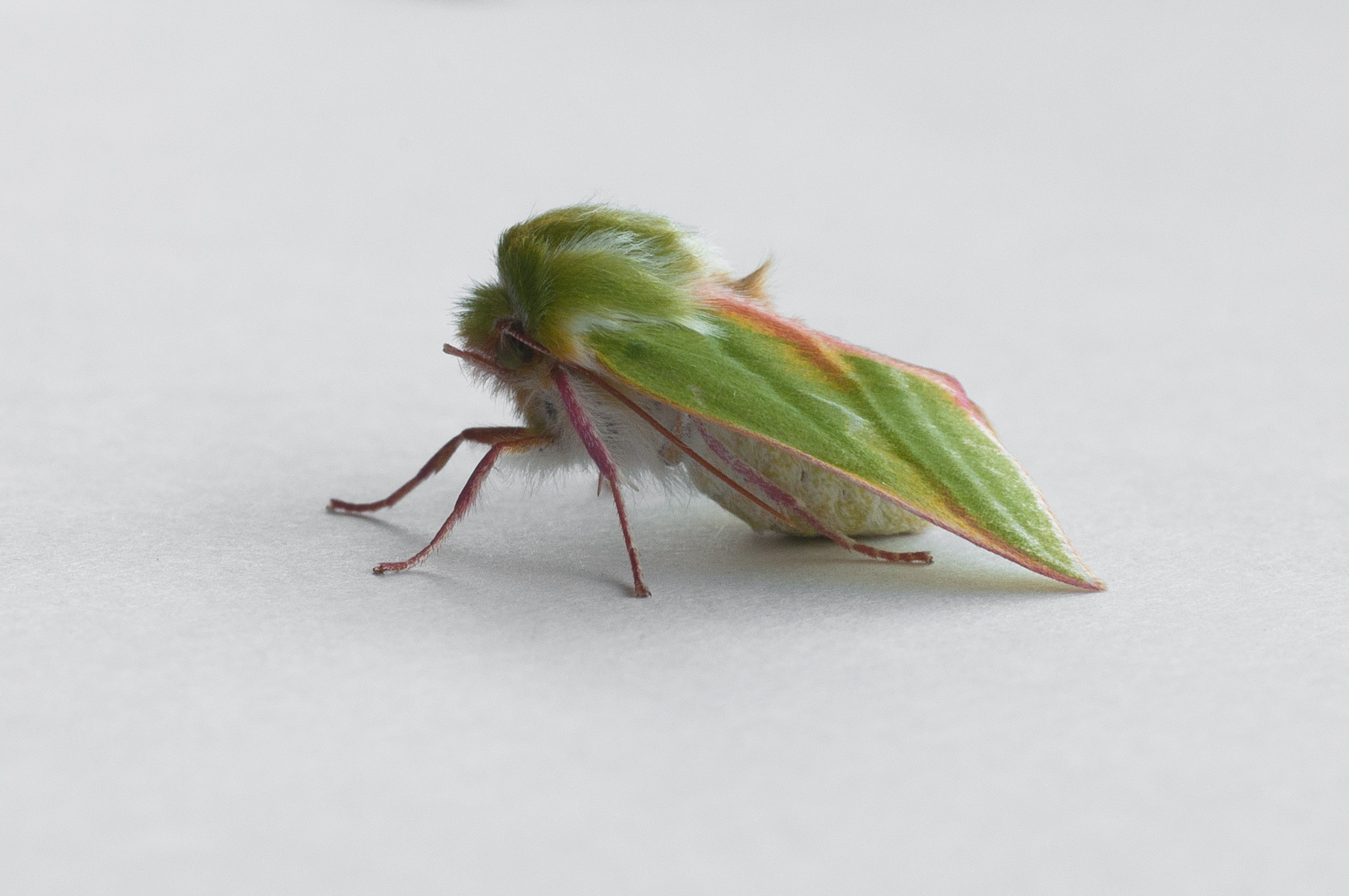
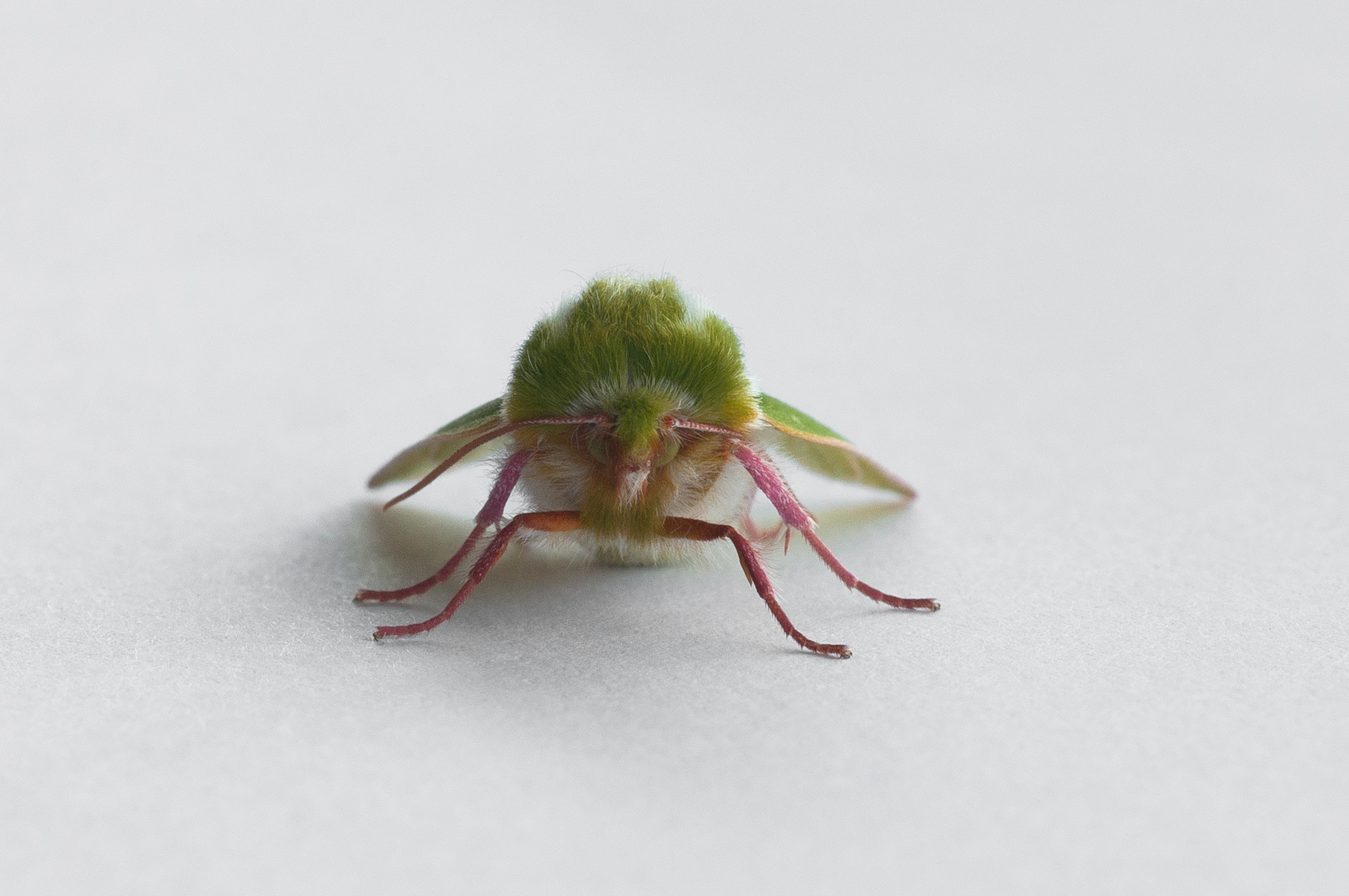
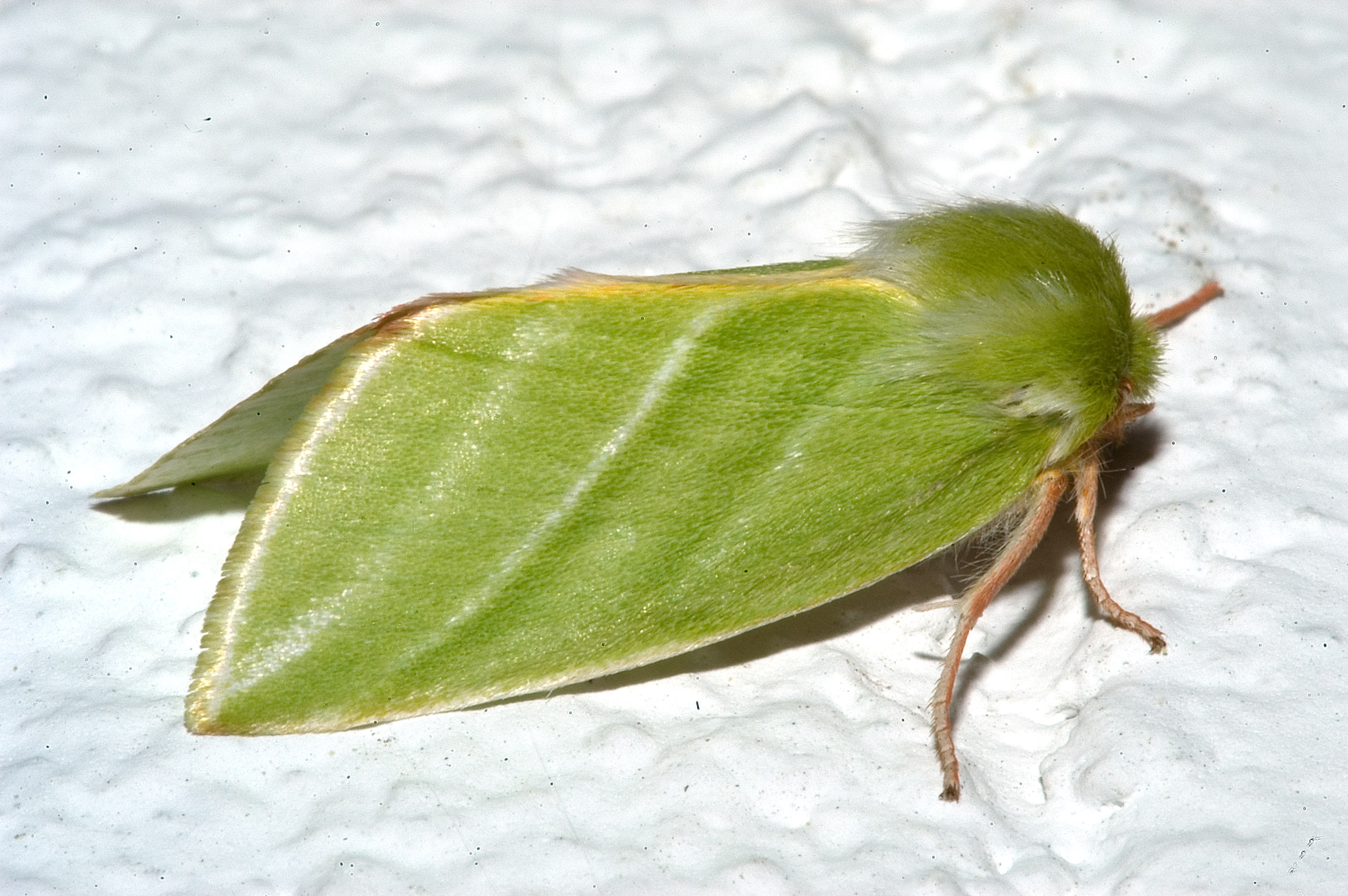
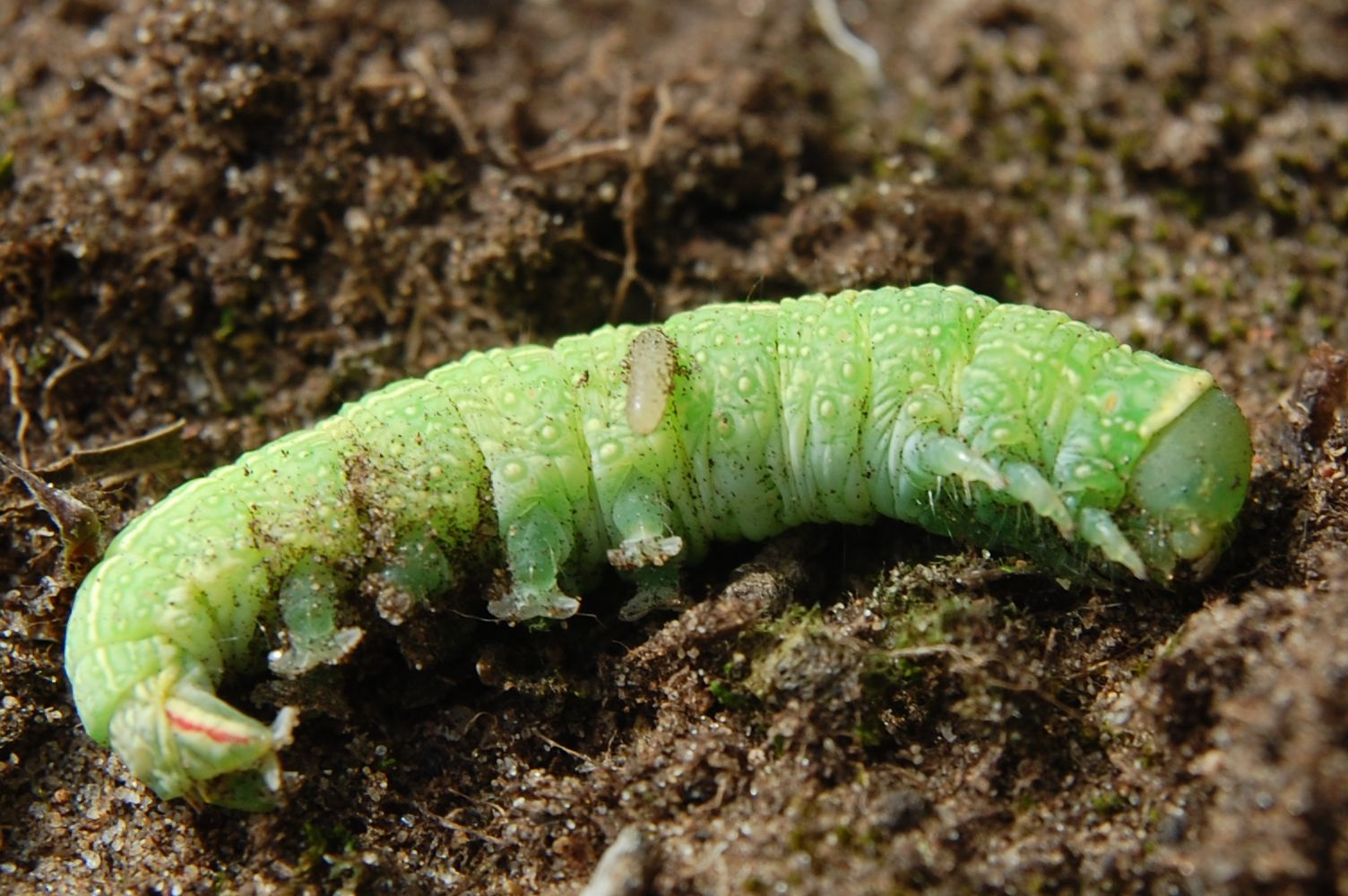
Chenille